# Санакоєв Григорій Георгійович
Григорій Георгійович Санакоєв (1914, містечко Джава Тифліської губернії, тепер Південна Осетія, Грузія — ?) — радянський державний і компартійний діяч, голова виконавчого комітету Південно-Осетинської обласної ради депутатів трудящих, 1-й секретар Південно-Осетинського обласного комітету КП Грузії. Депутат Верховної Ради СРСР 4—5-го скликань.

## Життєпис
З 1931 року — на комсомольській і радянській роботі.
Член ВКП(б) з 1939 року.
У 1941—1943 роках — начальник політичного відділу машинно-тракторної станції (МТС) у Грузинській РСР.
У 1943—1947 роках — завідувач сільськогосподарського відділу Південно-Осетинського обласного комітету КП(б) Грузії.
У 1947—1950 роках — слухач Вищої партійної школи при ЦК ВКП(б) у Москві.
У 1950—1951 роках — інструктор відділу партійних, профспілкових та комсомольських органів ЦК КП(б) Грузії.
У 1951—1952 роках — 1-й секретар Сталінірського районного комітету КП(б) Грузії Південно-Осетинської автономної області.
У 1952 році — завідувач планово-фінансово-торгівельного відділу Південно-Осетинського обласного комітету КП(б) Грузії.
У 1952—1953 роках — завідувач сільськогосподарського відділу Південно-Осетинського обласного комітету КП Грузії.
У 1953—1954 роках — голова виконавчого комітету Південно-Осетинської обласної ради депутатів трудящих.
У 1954—1959 роках — 1-й секретар Південно-Осетинського обласного комітету КП Грузії.
У 1959—1961 роках — завідувач відділу адміністративних органів ЦК КП Грузії.
Потім — на пенсії. 

## Нагороди
- два ордени «Знак Пошани» (,2.04.1966)
- медаль «За трудову доблесть»
- медалі